# Patronat d'Estudis Històrics d'Olot i Comarca
El Patronat d'Estudis Històrics d'Olot i Comarca (PEHOC) és una institució cultural catalana creada el 1933 a Olot. Des del 1968 forma part del Patronat Eiximenis i de la Coordinadora de Centres d'Estudis de Parla Catalana. Actualment, el president és Miquel Àngel Fumanal Pagès.
Els estatuts del Patronat declaren que les finalitats de l'entitat són impulsar i organitzar tota mena d'activitats de tipus cultural (artístiques, científiques, humanístiques, etc.), en especial les dedicades a la investigació, al coneixement, la formació i la divulgació, promoció i difusió de la cultura comarcal de la Garrotxa i catalana en general. Així mateix, vetllar per la salvaguarda del patrimoni natural, històric i artístic de la comarca.

## Història[5]
El Patronat va ser creat per l'Ajuntament d'Olot l'any 1933. Inicialment es va dir Patronat d'Estudis Històrics Olotins (PEHO) i estava presidit per l'alcalde. La principal funció inicial va ser convocar un concurs per premiar treballs sobre història olotina. El 1934 es va fer una primera convocatòria per estudiar la figura del jurisconsult Joan Pere Fontanella, premi que no es va arribar a concedir. Al final del mateix any es va fer una nova convocatòria però amb temàtica oberta sobre història local. S'hi van presentar sis treballs i es premià L'evolució social a Olot, de Gil Vidal i Forga. Després de la guerra civil el regidor de Cultura, Josep Munteis i Bracons –que ja havia estat vinculat al Patronat durant el període republicà–, proposà constituir el Patronato de Estudios Históricos Olotenses, regit per uns estatuts similars als de l'època republicana. A partir de 1949, el PEHO publicà la revista mensual Pyrene. Era escrita en castellà amb alguns textos en català. Fou suspesa per les autoritats franquistes l'any 1957. En aquesta primera època edità cinquanta-nou números. En una segona època, entre els anys 1962 i 1963, va treure cinc números.
Van seguir uns anys amb poca activitat. El 1968, es va fer la sessió acadèmica itinerant del Patronat Eiximenis a Olot, on s'acordà la integració de l'entitat olotina a l'esmentat Patronat. L'any 1976 va reviure l'entitat amb l'historiador Josep Maria de Solà-Morales com a president i deixant de ser-ho l'alcalde de la ciutat. També es va canviar el nom de l'entitat, agafant l'actual de Patronat d'Estudis Històrics d'Olot i Comarca (PEHOC), amb la idea que abracés tota la comarca de la Garrotxa. Durant aquests anys del mandat de Josep M. de Solà-Morales es va iniciar l'edició de la que és, en l'actualitat, la seva publicació principal, els Annals del Patronat.

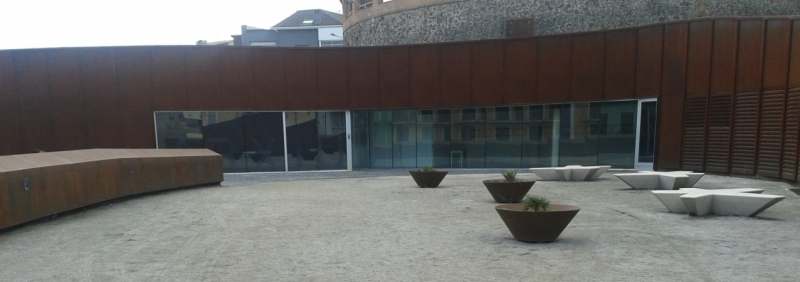
Seu del PEHOC a l'edifici de l'Arxiu Comarcal de la Garrotxa

El 1991 el president Josep M. de Solà-Morales renuncià al càrrec. El 1993 es va fer una assemblea general, en la qual es nomenà president el psiquiatre i historiador Jordi Pujiula, càrrec que va mantenir fins al 2011, any del seu traspàs, moment en què fou substituït per Jesús Gutiérrez, fins aleshores vicepresident. Aquest mateix any 2011, la tasca del PEHOC va ser reconeguda amb el Premi Recercat als Centres d'Estudis. Aquesta distinció s'atorga als centres que han mantingut una activitat més destacada i es lliuren cada any en un acte organitzat per l'Institut Ramon Muntaner, organisme vinculat al Departament de Cultura de la Generalitat de Catalunya.
En l'assemblea general de l'abril del 2019, els membres del PEHOC van votar una nova junta, presidida per l'historiador de l'art Miquel Àngel Fumanal.

## Activitats
En els darrers anys s'han dut a terme, entre d'altres, les següents activitats:
- 1999 - Jornades sobre la Fi de la Guerra Civil[9]
- 2004 - Curs d'Història de la Garrotxa.[5]
- 2005 - Cicle "Perspectives: xerrades amb el Patronat".[5]
- 2006 - Cicle de conferències "La memòria de la República" complementat amb el documental titulat "Olot en temps de la Segona República".[5]
- 2007 - Cicle "Té la pau alguna oportunitat?"[10]
- 2008 - Cicle "Noms que han fet història. Cares del món actual"[11]
- 2009 - Cicle "Recuperar la memòria per reconciliar-nos amb la història.70è aniversari de la fi de la Guerra Civil i l'inici del Franquisme."[12]
- 2010 - Cicle "La transició a la democràcia. L'encaix de Catalunya a l'Espanya del segle XXI"[13]
- 2011 - Cicle "Reptes per al Segle XXI"[14]
- 2012 - Cicle "Catalunya i els reptes del Segle XXI"[15]
- 2013 - Cicle "La 1a Guerra Mundial 1914-1919 i el naixement de les ciències socials".[16]

En aquests cicles han participat, entre d'altres, els següents conferenciants:
Agustí Alcoberro, Antón Costas, Antoni Puigverd, Arcadi Oliveres, Avel·lí Artís Gener (Tísner), Borja de Riquer, Eulàlia Vintró, Ferran Requejo, Gonzalo Bernardos, Guillem López Casasnovas, Joan B. Culla, Joan Manuel Tresserras, Joaquim Nadal, Jordi Pujol, Josep Benet, Josep Ramoneda Marcelino Iglesias, Martí Anglada, Oriol Junqueras, Salomó Marquès, Santiago Niño Becerra, etc.

## Publicacions
La principal publicació del PEHOC són els Annals que volen donar a conèixer les investigacions sobre història comarcal. El 1977 va aparèixer el primer volum, seguit pels volums del 1978 i 1979. Aleshores, per problemes econòmics, els Annals es van passar a publicar cada dos anys. Així, sortiren els de 1980-81, 1982-83 i 1984-85 –aquest en dos volums– i 1986-87. El 1988 i el 1989 varen ser anuals, tornant a ser biennals els del 1990-91 i 1992-93, i novament anuals el 1994 i 1995, i uns que porten la data de 1996-98. Després, van deixar de publicar-se fins al 2005, en què tornaren amb dos volums. A partir de llavors, els Annals han aparegut puntualment, publicant-se els del 2006, 2007, 2008, 2009, 2010 –un monogràfic sobre les XIX Jornades d'Història de l'Educació. Dones i Educació–, 2011, 2012 i 2013. Cal esmentar, també, el llibre Història de la Garrotxa, editat el 2008 per la Diputació de Girona sota la coordinació de Jesús Gutiérrez, actualment (2013) president del PEHOC i on col·laboren molts membres del Patronat.

## Premis
Per iniciativa del PEHOC juntament amb els Ajuntaments de Santa Pau i d'Olot, els Amics de Santa Pau i el Centre de Recursos Pedagògics de la Garrotxa, l'any 2001 es van crear els Premis Salvador Reixach per premiar treballs de recerca d'alumnes de batxillerat. L'any 2012 es van crear els Premis Jordi Pujiula per a treballs de recerca d'alumnes de batxillerat dels àmbits ciències de la salut, ciències naturals i tecnològic quedant els Premis Salvador Reixach dedicats a treballs dels àmbits humanístic, socials, artístics i a estudis comarcals.